# Sânziene

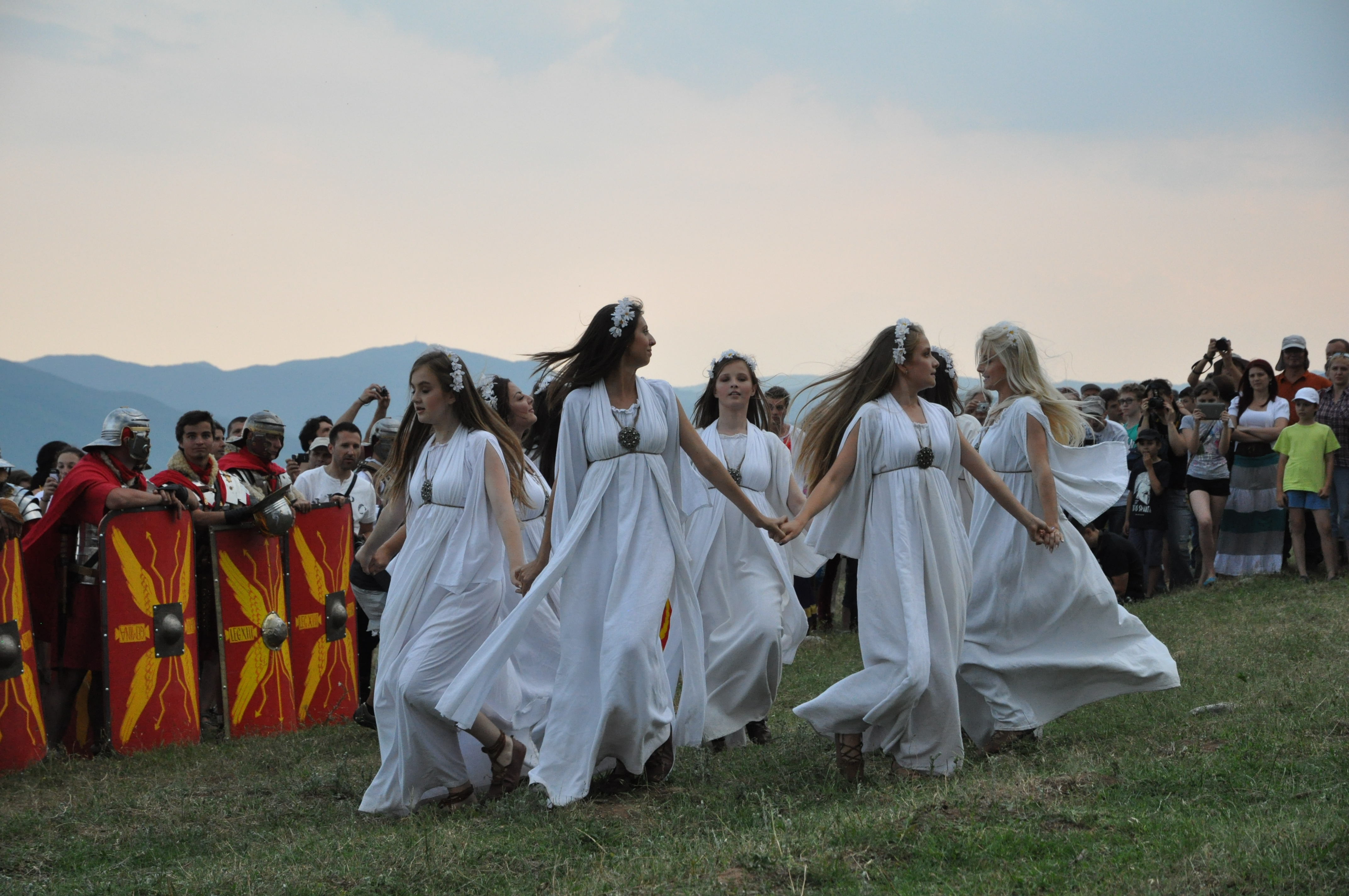
Sânzienele la Festivalul cetăților dacice Cricău, 2013

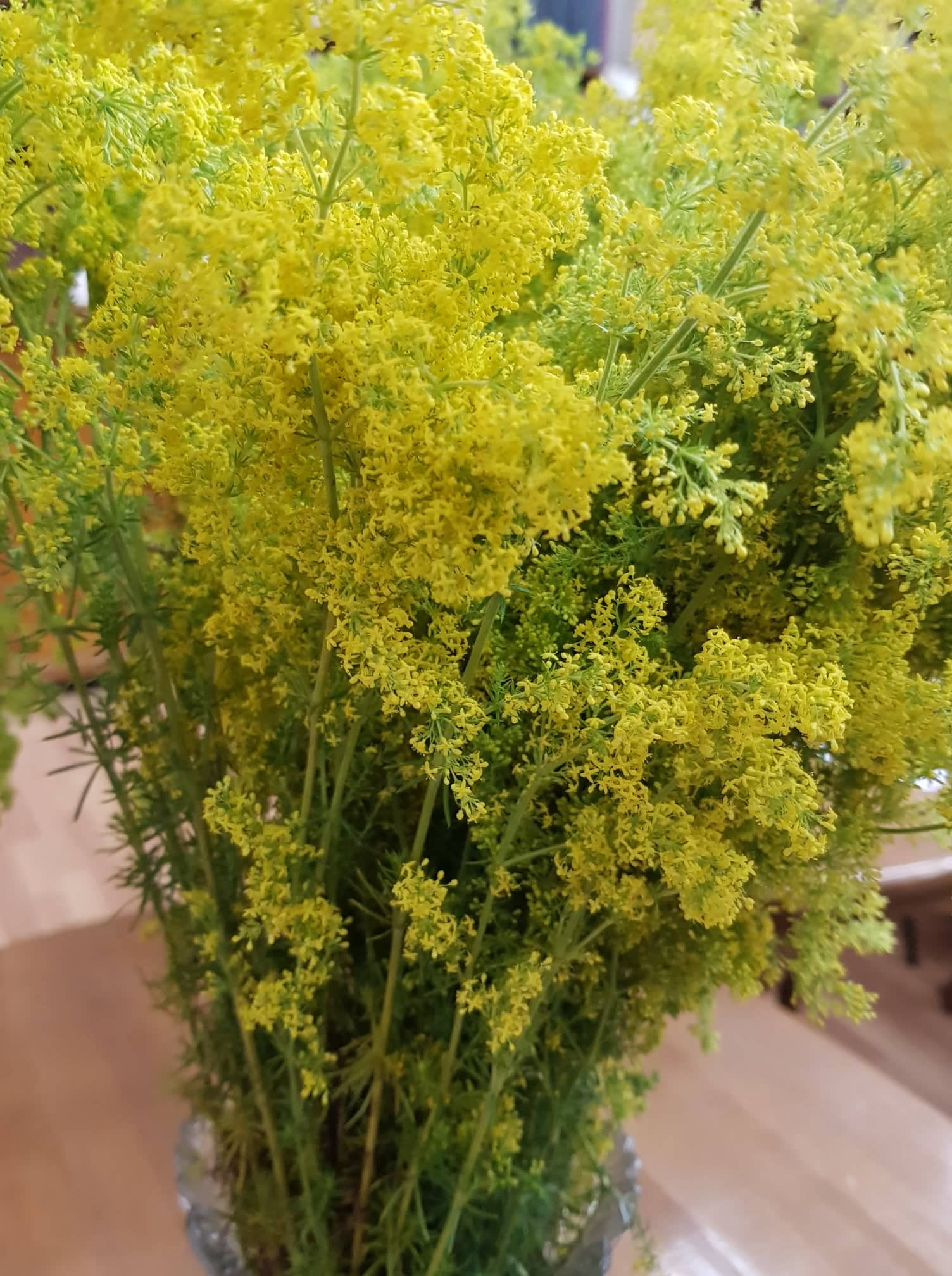
Florile numite sânziene (en)

Sânzienele sunt, în mitologia românească, zâne bune din clasa ielelor, dar care atunci când nu le este respectată sărbătoarea devin surate cu rusaliile, care sunt zâne rele. Uneori sânzienele sunt numite si drăgaice, manifestându-se, potrivit superstiției, în ziua Sf. Ioan Botezătorul - 24 iunie.

## Origine și etimologie
Sânzienele sunt o pluralitate anonimă, dar există și o zână bună: Iana Sânziana.
După Mircea Eliade, Sânzienele provin dintr-un cult roman, raportat la zeița Diana - Sancta Diana:
„Pârvan presupune că Diana daco-romană (Diana sancta, potentissima) era aceeași divinitate cu Artemis-Bendis a tracilor (Herodot, IV, 33). Această echivalență, oricât de probabilă ar fi ea, nu este încă demonstrată, dar nu este nici o îndoială că sub numele roman al Dianei s-ar ascunde, sincretizată sau nu, o zeiță aborigenă. Or cultul acestei zeițe a supraviețuit după romanizarea Daciei și numele de Diana se găsește în vocabula românească zâna. Diana Sancta din Sarmizegetusa a devenit Sânziana (<San(cta) Diana), figură centrală a folclorului românesc.. Continuitatea religioasă și lingvistică a fost asigurată mai ales datorită faptului că procesul de transformare a avut loc intr-un mediu popular, adică rural (campestru și silvestru).”

## Obiceiuri și tradiții de Sânziene

### Zone și denumiri
Practicile rituale asociate zilei de 24 iunie, cunoscute cu denumirile de Sânziene și Drăgaică, sunt răspândite în toată România. Astfel, în Maramureș, Crișana, Banat, Oltenia, nord-vestul  Munteniei și Moldova sunt cunoscute cu denumirea de Sânziene (având etimologie latină), iar în județul Olt, Muntenia, Dobrogea și sudul  Moldovei se întâlnește sărbătoarea numită Drăgaica (din  bulgărescul dragaika).Format:Necesită sursă mai bună

### Zâne și flori
Numele „Sânziene” se referă la trei elemente strâns legate între ele. Primul se referă la zânele, de obicei bune, zâne extrem de harnice în noaptea de 23 spre 24 iunie, adică noaptea Sânzienelor. Al doilea este reprezentat de florile galbene și parfumate care înfloresc în preajma zilei de 24 iunie, flori cu importante atribute magice, fiind substitute vegetale ale zânelor cu același nume. În nomenclatura botanicii populare românești, aceste flori numite sânziene (Galium verum⁠(en)[traduceți]) sunt consacrate Sfântului Ioan Botezătorul. Ultimul element se referă chiar la sărbătoarea de pe 24 iunie, numită a Sânzienelor, închinată aceluiași sfânt și numită, mai ales în sudul României, și „Drăgaica”.

### Ritualuri păgâne și ancorare în creștinism
Sărbătoarea Sânzienelor, sărbătoare românească ce îmbină tradițiile ancestrale cu magia pură, se manifestă prin numeroase ritualuri, menite să asigure rodnicia lanurilor și fertilitatea. În această zi sfântă, zi care marchează pentru tradiția spirituală românească solstițiul de vară, nimeni nu are voie să lucreze. Sunt realizate numeroase practici magice de fertilitate, fecunditate și divinație.  În timp ce femeile măritate pot urma ritualuri pentru a avea copii, fetelor le sunt rezervate alte obiceiuri, pentru aflarea sortitului.
Pentru a fi apărați de duhurile necurate și de zânele rele, în ziua de Sânziene oamenii culeg flori de sânziene (Galium verum) cu care împodobesc porțile, ferestrele și streșinile caselor. Este momentul cel mai bun pentru culegerea plantelor de leac, dar și de descântec. Legate în formă de cruce sau prinse în coronițe, florile culese sunt duse la biserică, sfințite, apoi  păstrate pentru diverse practici magice. 
Fetele au obiceiul să împletească o coroniță din flori de sânziene pe care o aruncă pe acoperișul casei. Dacă aceasta rămâne pe acoperiș, fata urmează să se mărite chiar în acel an, iar dacă ajunge pe jos, fata o mai arunca până rămâne prinsă pentru a ști câți ani mai are de așteptat. De asemenea, ele se împodobesc cu cununi și joacă dansul Drăgăicei, pentru a avea belșug, dar și pentru protecția gospodăriilor și ogoarelor. În ziua de Sânziene se țineau bâlciuri și iarmaroace, acestea fiind un foarte bun prilej pentru întâlnirea tinerilor în vederea căsătorie.
Victor Kernbach scria în al său Dicționar de mitologie generală: "Pe lângă manifestările tipice făpturilor supranaturale din clasa ielelor, Sânzienele au și manifestări vizuale: flori de scaieți, tunse de puf, sunt atârnate peste noapte de streașină și, după cât crește puful dimineața, se stabilește norocul celor care înfăptuiesc datina.
În dimineața zilei de 24 iunie, fetele obișnuiesc să se scalde în rouă din zone neumblate pentru a se umple de fertilitate. Dacă erau respectate anumite condiții, atunci cine se spăla cu rouă era sănătos și drăgăstos peste an. Pentru a scăpa de boli, fetele și femeile se scaldă în ape curgătoare.
Pentru alungarea spiritelor malefice, în noaptea de Sânziene (23 spre 24 iunie) se aprind focuri în care se aruncă substanțe puternic mirositoare. Se practică și săritul peste focul purificator. Se crede ca cine va trece prin foc sau va sări peste el în această noapte se va purifica și pentru întregul an care urmează va fi apărat de duhurile rele și de boli. Se spune că în noaptea de Sânziene se deschid porțile cerului și lumea de dincolo vine în contact cu lumea pământeană. Cu acest prilej, în foarte multe zone din țară, se fac pomeni pentru morți, de „moșii de Sânziene”.

## Ziua internațională a iei
Din anul 2013, odată cu sărbătoarea de Sânziene, la inițiativa comunității online „La Blouse Roumaine”, este sărbătorită și Ziua Universală a Iei, zi dedicată promovării iei românești.